# Ки, Рональд
Ро́нальд Уи́льям Джон Ки (англ. Ronald William John Keay; 1920—1998) — британский ботаник-флорист и этноботаник, специалист по флоре Нигерии.

## Биография
Рональд Ки родился 20 мая 1920 года в Ричмонде. Учился в школе в Уимблдоне, в 1939 году поступил в Оксфордский университет. В 1943 году, после окончания университета, Ки был отправлен Министерством по делам колоний в Зариа на севере Нигерии. Выучив язык хауса, он некоторое время работал в лесной службе Ибадана. В 1944—1945 Ки продолжал обучение в Оксфорде.
В 1946 году Ки был назначен главой школы лесничества в Ибадане и главой лесного гербария. Под его руководством гербарий пополнился около 3 тысячами образцов растений. В 1951 году он стал главным лесным ботаником Нигерии. С 1951 по 1954 Ки работал в Кью над обновлённым изданием Flora of West Tropical Africa Хатчинсона и Диела.
С 1957 года Рональд работал над монографией Nigerian Trees, изданной в 1960—1964. В книге содержались описания и иллюстрации около тысячи деревьев. С 1960 года Ки был директором Департамента исследования леса. После обретения Нигерией независимости в октябре 1960 года Департамент принял первую сессию Пищевой и сельскохозяйственной организации Африканской комиссии по лесничеству.
В 1962 году Ки вернулся в Лондон, где до 1985 года работал исполнительным секретарём Королевского общества. С 1989 года он был хранителем Лондонского Линнеевского общества.
7 апреля 1998 года Рональд Уильям Джон Ки скончался от рака.

## Некоторые научные публикации
- Keay, R.W.J.; Onochie, C.F.A.; Stanfield, D.P. Nigerian trees. — Ibadan, 1960—1964.
- Keay, R.W.J. Trees of Nigeria. — Oxford, New York, 1989. — 476 p. — ISBN 0-19-854560-6.

## Виды растений, названные в честь Р. Ки
- Aloe ×keayi Reynolds, 1963
- Habenaria keayi Summerh., 1951
- Coccinia keayana R.Fern., 1959
- Inversodicraea keayi G.Taylor, 1953 [≡ Ledermanniella keayi (G.Taylor) C.Cusset, 1974]
- Microdesmis keayana J.Léonard, 1961
- Raphionacme keayi Bullock, 1953
- Rinorea keayi Brenan, 1950
- Urera keayi Letouzey, 1967
- Zehneria keayana R.Fern. & A.Fern., 1962